# Мирафлорес (Гуавьяре)
Мирафлорес (исп. Miraflores) — город и муниципалитет на юге Колумбии, на территории департамента Гуавьяре.

## История
Поселение, из которого позднее вырос город, было основано в 1920 году. Муниципалитет Мирафлорес был выделен в отдельную административную единицу в 1990 году.

## Географическое положение

Муниципалитет Мирафлорес

Город расположен в южной части департамента, в пределах Амазонского природно-территориального комплекса, на левом берегу реки Ваупес, на расстоянии приблизительно 155 километров к юго-востоку от города Сан-Хосе-дель-Гуавьяре, административного центра департамента. Абсолютная высота — 209 метров над уровнем моря.
Муниципалитет Мирафлорес граничит на севере с территорией муниципалитета Эль-Реторно, на западе — с муниципалитетом Каламар, на юго-западе — с территорией департамента Какета, на юго-востоке — с территорией департамента Ваупес. Площадь муниципалитета составляет 12 779,3 км².

## Население
По данным Национального административного департамента статистики Колумбии, совокупная численность населения города и муниципалитета в 2015 году составляла 14 439 человек.
Динамика численности населения муниципалитета по годам:
| 2005   | 2006   | 2007   | 2008   | 2009   | 2010   | 2011   | 2012   | 2013   | 2014   | 2015   |
| ------ | ------ | ------ | ------ | ------ | ------ | ------ | ------ | ------ | ------ | ------ |
| 11 311 | 11 610 | 11 912 | 12 217 | 12 526 | 12 837 | 13 150 | 13 466 | 13 786 | 14 111 | 14 439 |

Согласно данным переписи 2005 года мужчины составляли 60,2 % от населения Мирафлореса, женщины — соответственно 39,8 %. В расовом отношении белые и метисы составляли 73 % от населения города; индейцы — 18,9 %; негры и мулаты — 8,1 %.
Уровень грамотности среди всего населения составлял 81,3 %.

## Экономика
Основу экономики Мирафлореса составляют лесозаготовка и сельское хозяйство.
68,8 % от общего числа городских и муниципальных предприятий составляют предприятия торговой сферы, 25 % — предприятия сферы обслуживания, 6,2 % — предприятия иных отраслей экономики.

## Транспорт
В городе имеется аэропорт.